# Angel Boy
Angel Boy è un singolo di Sabrina Salerno.

## Il brano
Il singolo è stato pubblicato in Italia nell'autunno del 1994 e all'estero il 17 gennaio 1995, scritta da Sabrina, C. Cowatsch, N. Dyer, Sergio Portaluri e prodotta da Enrico Monti, Fulvio Zafret e Sergio Portaluri. È un brano dance pop che è entrato in diverse classifiche europee. La versione che Sabrina ha utilizzato per la promozione nelle discoteche e nelle varie tv europee è la "Angel Mix". Nel 2008 la canzone è stata reincisa dalla cantante in una nuova versione, inclusa nell'album Erase/Rewind Official Remix.

## Formati e tracce
CD Single
1. "Angel Boy" (Short Edit) - 3:18
2. "Angel Boy" (Control Mix) - 5:27
3. "Angel Boy" (Extended Mix) - 5:40
4. "Angel Boy" (Angel Mix) - 5:12

12" Single
1. "Angel Boy" (Control Mix) - 5:27
2. "Angel Boy" (Extended Mix) - 5:40
3. "Angel Boy" (Angel Mix) - 5:12
4. "Angel Boy" (Short Edit) - 3:18

## Classifiche
| Classifica (1995)     | Posizione raggiunta |
| --------------------- | ------------------- |
| Finnish Singles Chart | 15                  |
| SUI Singles Chart     | 16                  |
| FR Singles Chart      | 18                  |